# Sesamum calycinum
Sesamum calycinum är en sesamväxtart. Sesamum calycinum ingår i släktet sesamer, och familjen sesamväxter.

## Underarter
Arten delas in i följande underarter:
- S. c. baumii
- S. c. calycinum
- S. c. pseudoangolense